# Dugesiella crinita
Espèce
Dugesiella crinita est une espèce d'araignées mygalomorphes de la famille des Theraphosidae.

## Distribution
Cette espèce est endémique du Mexique. Elle se rencontre dans les États de Guanajuato et de Mexico.

## Description
Le mâle holotype mesure 27 mm et la femelle paratype 42 mm.

## Systématique et taxinomie
Cette espèce a été décrite par Pocock en 1901. Elle est placée dans le genre Rhechostica par Raven en 1985, dans le genre Aphonopelma en 1991 puis dans le genre Dugesiella par Gabriel en 2022.

## Publication originale
- Pocock, 1901 : « Some new and old genera of South American Avicularidae. » Annals and Magazine of Natural History, sér. 7, vol. 8, p. 540-555 (texte intégral).